# Клеоник Амасийский
Клео́ник Ама́сийский — христианский святой, мученик, который был распят на кресте в 308 году в Амасии Понтийской вместе с братом Евтропием, также причисленным к лику мучеников. Память совершается 3 марта (по юлианскому календарю).
В 308 году правителем Амасии Понтийской был назначен Асклипиодот. Он вызвал к себе находившихся в темнице христиан Евтропия, Клеоника и Василиска. Заключённых избили, затем привели в языческий храм, чтобы насильно заставить их принести жертвы, затем врыли в землю высокие деревянные колья, привязали к ним мучеников и поливали кипящей смолой, рвали их тела железными крючьями и посыпали раны смесью горчицы, соли и уксуса. Утром 3 марта Евтропия и Клеоника распяли, а Василиска казнили позже.